# Elezioni parlamentari in Algeria del 2012
Le elezioni parlamentari in Algeria del 2012 si tennero il 10 maggio per il rinnovo dell'Assemblea popolare nazionale.

## Risultati
| Liste                                                 | Voti      | %     | Seggi |
| ----------------------------------------------------- | --------- | ----- | ----- |
| Fronte di Liberazione Nazionale                       | 1.324.363 | 17,35 | 221   |
| Raggruppamento Nazionale Democratico                  | 524.057   | 6,86  | 70    |
| Alleanza dell'Algeria Verde (Hamas - Ennahda - Islah) | 475.049   | 6,22  | 47    |
| Partito dei Lavoratori                                | 283.585   | 3,71  | 17    |
| Fronte per la Giustizia e lo Sviluppo                 | 232.676   | 3,05  | 7     |
| Fronte Nazionale Algerino                             | 198.544   | 2,60  | 9     |
| Fronte delle Forze Socialiste                         | 188.275   | 2,47  | 21    |
| Fronte dell'Avvenire                                  | 174.708   | 2,29  | 2     |
| Fronte del Cambiamento                                | 173.981   | 2,28  | 4     |
| Movimento Popolare Algerino                           | 165.600   | 2,17  | 6     |
| Fronte Nazionale per la Giustizia Sociale             | 140.223   | 1,84  | 3     |
| Nuova Alba                                            | 132.492   | 1,74  | 5     |
| Partito della Dignità                                 | 129.427   | 1,70  | 2     |
| Ahd 54                                                | 120.201   | 1,57  | 3     |
| Movimento Nazionale della Speranza                    | 119.253   | 1,56  | 2     |
| Raggruppamento Algerino                               | 117.549   | 1,54  | 2     |
| Movimento El-Infitah                                  | 116.384   | 1,52  | 1     |
| Movimento dei Cittadini Liberi                        | 115.631   | 1,51  | 2     |
| Raggruppamento Patriottico Repubblicano               | 114.651   | 1,50  | 2     |
| Unione delle Forze Democratiche e Sociali             | 114.481   | 1,50  | 3     |
| Partito Nazionale per la Solidarietà e lo Sviluppo    | 114.372   | 1,50  | 4     |
| Partito del Rinnovamento Algerino                     | 111.218   | 1,46  | 1     |
| Alleanza Nazionale Repubblicana                       | 109.331   | 1,43  | 3     |
| Fronte Nazionale degli Indipendenti per la Concordia  | 107.833   | 1,41  | 1     |
| Partito dei Giovani                                   | 102.663   | 1,34  | 2     |
| Fronte Nazionale Democratico                          | 101.643   | 1,33  | 1     |
| Partito Ennour El Djazairi                            | 48.943    | 0,64  | 2     |
| Altri che non hanno ottenuto seggi                    | 1.306.656 | 17,11 | -     |
| Indipendenti                                          | 671.190   | 8,79  | 19    |
| Totale                                                | 7.634.979 |       | 462   |